# 派里號驅逐艦 (DD-11)
派里號驅逐艦（舷號DD-11）是一艘隸屬於美國海軍的驅逐艦，為班布里奇級驅逐艦的11號艦。她是美軍第二艘以派里為名的軍艦，以紀念1812年戰爭時期的海軍准將奧利弗·哈澤德·佩里（Oliver Hazard Perry）。
派里號在1899年於聯合鋼鐵廠開始建造，在1900年下水，於1902年服役。接著派里號分別在大西洋及東太平洋執勤。美國參與第一次世界大戰後，派里號長期留在巴拿馬運河區附近巡航。戰後派里號在1919年退役除籍，並在1920年出售拆解。